# THE BEST COLLECTION
『THE BEST COLLECTION』（ザ・ベスト・コレクション）は、1980年9月21日に発売された、原田真二2作目のベスト・アルバム。

## 概要
- 所属していたフォーライフ・レコード移籍に伴い発売されたベストアルバム。
- デビュー曲「てぃーんず ぶるーす」から9枚目「MARCH」までの初期フォーライフ全シングルA面10曲（両A面扱「ジョイ」収録。「スペーシィ・ラブ」は未収録）。ファースト・セカンド各アルバムから1曲ずつセレクトされた全12曲の構成。
- ジャケットは、シングル・アルバムのジャケ写を散りばめている。
- 発売は当時のアナログ盤のみ。

## 収録曲
作詞・作曲・編曲：原田真二（特記以外）

### SIDE A
1. てぃーんず ぶるーす　（3分45秒）
  - 作詞：松本隆／編曲：鈴木茂・瀬尾一三
2. ジョイ　（3分51秒）
  - 作詞：松本隆
3. スウィート・ベイビー　（4分05秒）
4. MUSIC BOX　（4分17秒）
5. MARCH　（3分52秒）
6. OUR SONG　（4分58秒）

### SIDE B
1. タイム・トラベル　（3分51秒）
  - 作詞：松本隆
2. a day　（3分57秒）
3. シャドー・ボクサー　（4分4秒）
  - 作詞：松本隆／編曲：後藤次利
4. キャンディ　（3分42秒）
  - 作詞：松本隆／編曲：原田真二・阿部雅士
5. サゥザンド・ナイツ　（3分57秒）
  - 作詞：松本隆
6. 黙示録 （THE REVELATION）　（4分35秒）
  - 作詞：松本隆／編曲：原田真二・瀬尾一三